# سانی آیلز بیچ (فلوریدا)
سانی آیلز بیچ (به انگلیسی: Sunny Isles Beach) شهری در شهرستان میامی-دید ایالت فلوریدا است که در سال ۱۹۹۷ بنیان‌گذاری شده‌است. این شهر طبق سرشماری سال ۲۰۱۰ میلادی، ۲۰٬۸۳۲ نفر جمعیت داشته و مساحت آن نیز ۳٫۶ کیلومتر مربع است.